# 中山善郎
中山 善郎（なかやま よしろう、1914年（大正3年）2月12日 - 1996年（平成8年）1月25日）は、日本の実業家。東京市荒川区生まれ、長野県古間村育ち。

## 略歴
- 1927年（昭和2年）- 旧制長野中学（現在の長野県長野高等学校）に入学する。
- 1934年（昭和9年）- 福島高等商業学校（現在の福島大学）を卒業する。
- 1935年（昭和10年）- 白石基礎工事（現在のオリエンタル白石）に入社する。
- 1943年（昭和18年）- 大協石油に入社する。
- 1975年（昭和50年）- 同社の社長となる。
- 1980年（昭和55年）- アジア石油を傘下に収める。
- 1986年（昭和61年）- 丸善石油と合併して、コスモ石油を誕生させ、同社社長。日本アラブ協会会長等を歴任する。
- 1987年（昭和62年）- コスモ石油会長
- 1988年（昭和63年）- 日本アラブ首長国連邦協会会長[1]